# ABBA Gold: Greatest Hits
ABBA Gold: Greatest Hits is een verzamelalbum met daarop 19 grote hits van ABBA. Het is uitgebracht in september 1992 en luidde een grote revival in van Abba, nadat de groep in de tweede helft van de jaren 80 langzaam maar zeker uit de schijnwerpers was verdwenen. Wereldwijd is Gold: Greatest Hits het bestverkochte album van ABBA, met een totaalverkoop van naar schatting 29 miljoen exemplaren. In Nederland stond het tussen 1992 en april 2014 82 weken genoteerd.

## Geschiedenis
Hoewel er al verschillende verzamelaars van ABBA waren verschenen in de jaren 70 en 80, was geen ervan nog verkrijgbaar tegen de tijd dat platenmaatschappij PolyGram begin jaren 90 de gehele catalogus van ABBA had aangekocht. Een van de eerste daden van PolyGram was dan ook om een nieuw verzamelalbum uit te brengen. Een andere reden daarvoor was het succes van een EP van Erasure met daarop vier covers van Abba-hits, getiteld Abba-esque. Een van de tracks op de EP, Take a Chance on Me, was in de zomer van 1992 een grote hit in Europa geworden (o.a. top 10 in Nederland en nummer 1 in het Verenigd Koninkrijk). Dit succes had een hernieuwde interesse in de muziek van Abba sterk aangewakkerd.
Gold: Greatest Hits verscheen op 21 september 1992. Het opnieuw uitgebrachte Dancing Queen bereikte zelfs de top 20 van de Nederlandse Top 40. Het album bereikte de tweede plaats in de Album Top 100, maar zou in de jaren daarna nog regelmatig terugkeren in de hitlijst.
In de loop der jaren zijn er verschillende edities van het album uitgebracht:
| Jaar | Editie                     | Bijzonderheden |
| ---- | -------------------------- | --- |
| 1992 | Originele versie           | Bevatte ingekorte versies van Voulez-Vous en The Name of the Game. |
| 1999 | Geremasterde versie        | Uitgebracht t.g.v. de 25e verjaardag van Abba's overwinning op het Eurovisiesongfestival in 1974 met Waterloo. De originele, lange versies van Voulez-Vous en The Name of the Game vervingen de ingekorte versies. Deze editie bevatte tevens nieuw artwork en een nieuwe hoestekst. |
| 2002 | 10th Anniversary Edition   | Nieuwe versie van die uit 1999, met als enige verschil een nieuw boekje en nieuwe hoesteksten. |
| 2008 | Tweede geremasterde versie | Nieuwe remasters, eerder gebruikt voor The Complete Studio Recordings. Tevens nieuwe hoesteksten en aangepast artwork. |
| 2010 | Special Edition            | Bevatte twee discs: de originele cd en een dvd met 19 videoclips, aangevuld met vijf bonusclips. |
| 2014 | 40th Anniversary Edition   | Box met 3 cd's: het originele album, het album More Gold: More Hits uit 1993 en een cd met "Golden B-sides", twintig B-kantjes. |

## Wereldwijde varianten en aanvullingen

### Speciale edities voor Australië en Nieuw-Zeeland
De edities uit 1992 en 1999 kenden in Australië en Nieuw-Zeeland een iets andere tracklisting (zie hieronder), met drie nummers die in die landen grote hits waren geweest. Drie nummers van de wereldwijde editie moesten daarvoor plaats maken.
Na 2008 werden er geen aparte Australische/Nieuw-Zeelandse versies meer uitgebracht, maar was ook in die landen de officiële, wereldwijde editie verkrijgbaar.

### Spaanstalige versie
In Spanje (en andere Spaanstalige gebieden) waren op het originele album uit 1992 de Engelstalige versies van Chiquitita en Fernando vervangen door de Spaanstalige.
Kort na de release van Gold: Greatest Hits bracht PolyGram een Spaanse versie van het album uit, getiteld Oro: Grandes Exitos, later gevolgd door Mas Oro: Mas Grandes Exitos. Deze albums bevatten Spaanstalige versies van hits die de groep tussen 1978 en 1980 voor de Spaanstalige markt had opgenomen.

### Video en dvd
In 1992 werd al een VHS-videocassette uitgebracht met daarop de videoclips van alle nummers van het originele album. In 2003 werd deze video opnieuw uitgebracht op VHS en dvd, met als bonusmateriaal een documentaire van 25 minuten getiteld Abba - The History en een extra clip van Dancing Queen.
In 2010 werden de clips geremasterd en opnieuw uitgebracht. De documentaire en de 1992-versie van Dancing Queen waren verdwenen. Ervoor in de plaats waren zes bonusclips, inclusief vijf zogenoemde split-screen clips. Daarmee werd het verschil getoond tussen de oorspronkelijke clips en de geremasterde versies. Deze versie van de dvd was verkrijgbaar als onderdeel van de 'Special Edition' van Gold: Greatest Hits uit 2010, of als aparte dvd.

### Andere varianten
In een aantal Europese landen werd in 2003 tijdelijk een bonus-cd toegevoegd aan het originele album, met daarop de volgende nummers:
1. "Summer Night City"
2. "Angeleyes"
3. "The Day Before You Came"
4. "Eagle"
5. "I Do, I Do, I Do, I Do, I Do"
6. "So Long"
7. "Honey, Honey"
8. "The Visitors"
9. "Ring Ring"
10. "When I Kissed the Teacher"
11. "The Way Old Friends Do"

## Commercieel succes en hitlijsten
Gold: Greatest Hits is het bestverkochte album van ABBA wereldwijd. Tot 2011 waren er 29 miljoen exemplaren van verkocht. In Nederland bereikte het de tweede plaats van de Album Top 100, maar verkoopcijfers zijn niet bekend.
In het Verenigd Koninkrijk was het succes van het album ongekend groot. Tussen 1992 en (april) 2014 stond het album maar liefst 468 weken in de Britse album top 75, en bijna 950 weken in de top 200. Er zijn inmiddels 5,1 miljoen exemplaren verkocht in het Verenigd Koninkrijk, waarmee het het een na bestverkochte album aller tijden is in dat land, achter Greatest Hits van Queen. Het album heeft sinds 1992 elk jaar in de Britse albumlijst gestaan, met uitzondering van 2002 en 2006. Het stond vijf keer op nummer 1; de laatste keer was in 2008.
In de Duitstalige gebieden is het album een van de bestverkochte albums ooit, met onder meer 2.5 miljoen exemplaren in Duitsland en 10x platina in Zwitserland (voor 500.000 exemplaren).
Gold: Greatest Hits is tevens een groot succes in de Verenigde Staten. Het album bereikte de 11e plaats in de albumlijst van Billboard en stond meer dan 100 weken genoteerd.

## Tracklisting
Het album bevat 19 tracks, waarvan één nooit een hit is geweest in Nederland (Lay All Your Love on Me). ABBA heeft in totaal 26 hits gehad in Nederland, wat inhoudt dat acht van deze hits niet op Gold: Greatest Hits staan. Dat zijn Ring Ring, Honey, Honey, I Do, I Do, I Do, I Do, I Do, Eagle, Summer Night City, Head over Heels, The Day Before You Came en Under Attack.
1. Dancing Queen (1976)
2. Knowing Me, Knowing You (1977)
3. Take a Chance on Me (1978)
4. Mamma mia (1975)
5. Lay All Your Love on Me (1980)
6. Super Trouper (1980)
7. I Have A Dream (1979)
8. The Winner Takes It All (1980)
9. Money, Money, Money (1976)
10. S.O.S. (1975)
11. Chiquitita (1979)
12. Fernando (1976)
13. Voulez-Vous (1979)
14. Gimme! Gimme! Gimme! (A Man After Midnight) (1979)
15. Does Your Mother Know (1979)
16. One Of Us (1981)
17. The Name Of The Game (1977)
18. Thank You for the Music (1977)
19. Waterloo (1974)

### 40th Anniversary Edition (2014)
De versie uit 2014 bevatte naast het originele album twee andere discs: het album More Gold: More Hits uit 1993 en een disc met B-kanten. De tracklisting van deze disc is als volgt, met tussen haakjes de oorspronkelijke A-kant.
1. She's My Kind of Girl (Ring Ring)
2. I Am Just a Girl (Love Isn't Easy (But It Sure Is Hard Enough))
3. Gonna Sing My Lovesong (Waterloo)
4. King Kong Song (Honey Honey)
5. I've Been Waiting For You (So Long)
6. Rock Me (I Do, I Do, I Do, I Do, I Do)
7. Man in the Middle (SOS)
8. Intermezzo No. 1 (Mamma Mia)
9. That's Me (Dancing Queen)
10. Crazy World (Money, Money, Money)
11. Happy Hawaii (Knowing Me, Knowing You)
12. I'm a Marionette (Take a Chance on Me)
13. Medley (Summer Night City)
14. Kisses of Fire (Does Your Mother Know)
15. The King Has Lost His Crown (Gimme! Gimme! Gimme!)
16. Elaine (The Winner Takes It All)
17. The Piper (Super Trouper)
18. Andante, Andante (Happy New Year)
19. Should I Laugh or Cry (One of Us)
20. Soldiers (When All Is Said and Done)

## Verwijzingen
1. ↑  Dutchcharts.nl, 12 april 2014. Gearchiveerd op 27 november 2021.
2. ↑  Carl Magnus Palmer website. Gearchiveerd op 3 mei 2021.
3. ↑  Officialcharts.com, 19 mei 2013. Gearchiveerd op 6 oktober 2014.